# Notre-Dame-de-l’Assomption (Argentré-du-Plessis)

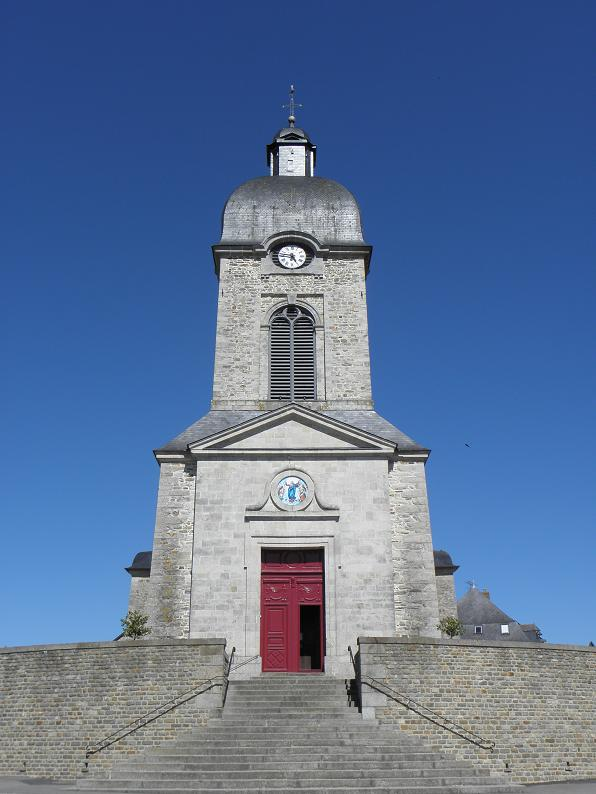
Kirche Notre-Dame-de-l’Assomption in Argentré-du-Plessis

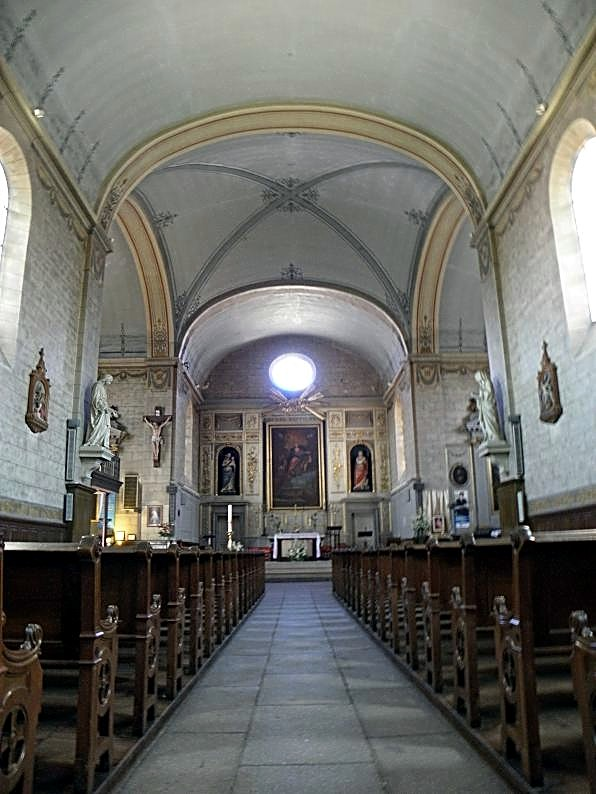
Innenansicht

Die katholische Pfarrkirche Notre-Dame-de-l’Assomption in Argentré-du-Plessis, einer französischen Gemeinde im Département Ille-et-Vilaine in der Region Bretagne, wurde von 1775 bis 1779 an der Stelle eines Vorgängerbaus errichtet.
Die Kirche wurde nach Plänen des Architekten Joseph Brousseau erbaut. Der Saalbau im Stil des Klassizismus besitzt eine Krypta unter dem nördlichen Querschiff, die vom Vorgängerbau stammt. Über dem Westeingang erhebt sich der mächtige Glockenturm. Die Sakristei ist an den flach gedeckten Chor angebaut.